# Jonathan Slavin
Jonathan Slavin (Jacksonville (North Carolina), 8 november 1969) is een Amerikaans acteur.

## Biografie
Slavin werd geboren op marinebasiskamp Lejeune in Jacksonville (North Carolina) en groeide op in Wilkes-Barre. Hij is joods en openlijk homoseksueel is in 2016 getrouwd met zijn partner, en is ook actief als veganist en voor dierenrechten. 

## Filmografie

### Films
Selectie:
- 2014 Love & Mercy – als Phil Spector
- 2010 Dirty Girl – als Mr. Potter
- 2009 Race to Witch Mountain – als Gallagher
- 2004 A Cinderella Story – als Vernon

### Televisieseries
Selectie:
- 2018-2019 Santa Clarita Diet – als Ron – 8 afl.
- 2016-2019 Speechless – als mr. Powers – 19 afl.
- 2015-2017 Dr. Ken – als Clark – 44 afl.
- 2012-2013 Robot and Monster – als Ogo (stem) – 19 afl.
- 2010-2011 Better with You – als Glen – 3 afl.
- 2009-2010 Better Off Ted – als Phil Myman – 26 afl.
- 2006-2007 My Name Is Earl – als Doug – 5 afl.
- 2005 Inconceivable – als Jim Kleckner – 5 afl.
- 2004-2005 Summerland – als Colby Freed – 12 afl.
- 2002-2004 Andy Richter Controls the Universe – als Byron Togler – 19 afl.
- 1997-1998 Union Square – als Albie – 14 afl.
- 1996 Wings – als Cord Clayton – 3 afl.

- Gemeinsame Normdatei: 1140022016
- International Standard Name Identifier: 0000 0001 1958 0752
- Virtual International Authority File: 754150647095310860009